# Niccolò Pezzana
Niccolò Pezzana (XVII secolo – XVIII secolo) è stato un editore e stampatore italiano attivo a Venezia dalla seconda metà del XVII secolo alla prima metà del XVIII.

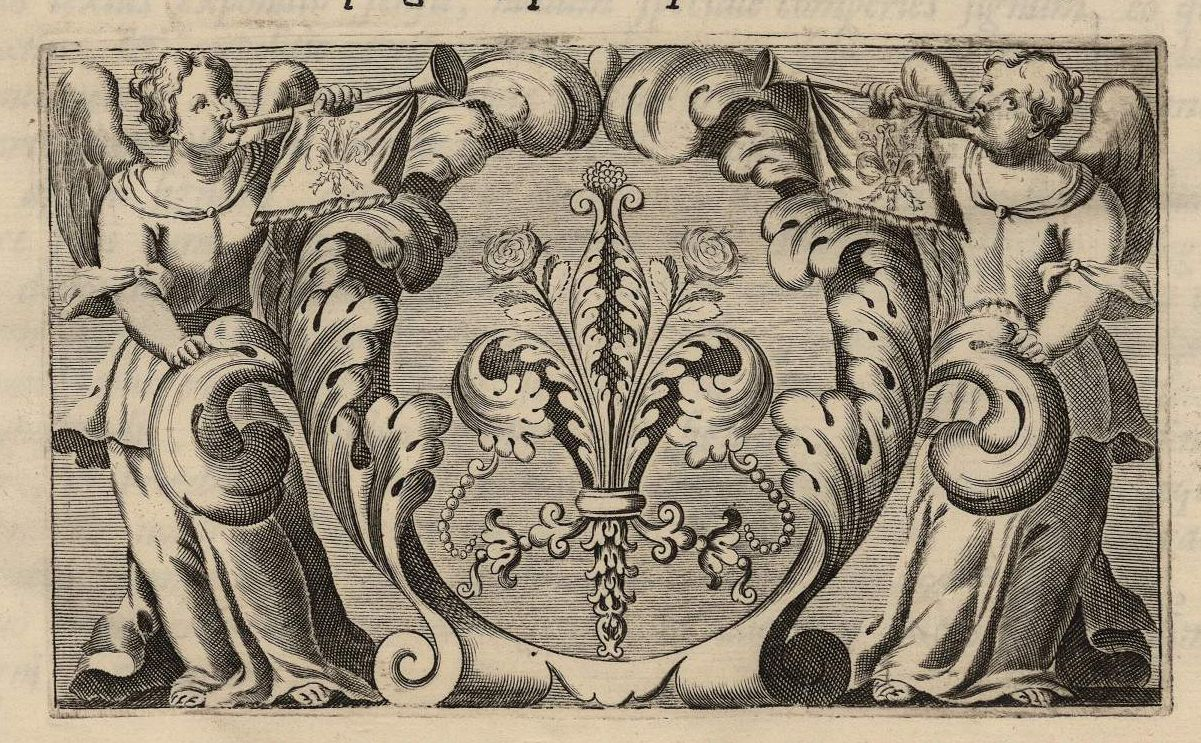
Marca tipografica di Pezzana

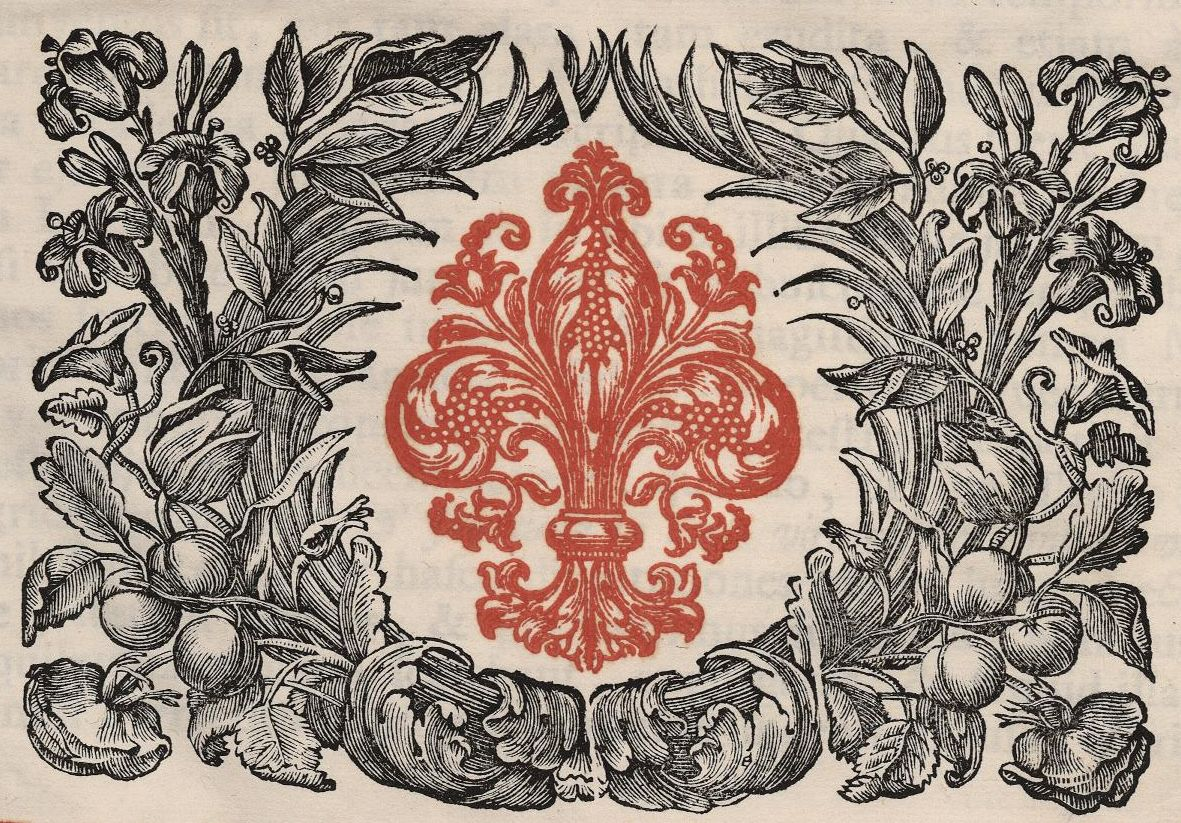
Marca tipografica di Pezzana

Pubblicò, tra l'altro, nel 1685 la traduzione di Giovanni Pietro Cattaneo de El Criticón di Baltasar Gracián, in tre volumi (1651-1657)
e nel 1676  Il Lucidario euangelico discorsi predicabili... di Antonio Canofilo.